# Nesticus kataokai
Nesticus kataokai là một loài nhện trong họ Nesticidae.
Loài này thuộc chi Nesticus. Nesticus kataokai được Takeo Yaginuma miêu tả năm 1979.